# Ėmilija Turej
Ėmilija Chalsberievna Turej (in russo Эмилия Халсбериевна Турей?; Astrachan', 6 ottobre 1984) è un'ex pallamanista russa.
Con la maglia della nazionale russa ha vinto l'argento olimpico ai Giochi di Pechino 2008.

## Palmarès

### Club
- EHF Champions League: 1

Slagelse: 2006-2007
- Coppa delle Coppe: 1

FC Copenaghen: 2008-2009
- Campionato danese: 1

Slagelse: 2006–2007
- Coppa di Danimarca: 1

Slagelse: 2010

### Nazionale
- Argento olimpico: 1

Pechino 2008
- Campionato mondiale

 Oro: Russia 2005, Francia 2007, Cina 2009
- Campionato europeo

 Argento: Svezia 2006
 Bronzo: Macedonia 2008

### Individuale
- Migliore ala destra al campionato mondiale: 1

Brasile 2011